# Ali El Kenz
Ali El Kenz, né le 6 janvier 1946 à Philippeville et mort le 1er novembre 2020 à Nantes, est un sociologue et écrivain algérien, professeur de sociologie à l'université d'Alger puis à l'université de Nantes.

## Biographie
Ali El Kenz, né en 1946 à Skikda et mort le 1er novembre 2020 à Nantes,,, est un penseur, sociologue et écrivain algérien.  
Étudiant à l'école Normale puis à l'école Normale Supérieure, Ali El Kenz fut  Maître-assistant  de philosophie à l'université d'Alger, de 1970 à 1974.   
Il enseignera ensuite la sociologie tout au long de sa carrière. Sa thèse, sur le complexe sidérurgie d'El hadjar, publiée par le CNRS est une référence dans le domaine de l'enquête sociologique.  
La reconnaissance  due à cette enquête permettra à Ali El Kenz d’entrer en 1984 comme directeur de recherche au (CREAD). 
Quittant l'Algérie en 1993 pendant la décennie noire, menacé en tant qu'intellectuel indépendant, il se retrouve contraint à l'exil. Il enseigne pendant deux ans à l'université  de Tunis 1 en tant que Professeur associé. 
Il quitte la Tunisie en 1995 et devient enseignant-chercheur à l'université de Nantes et directeur de recherches à l'IRD.  
Il enseigna à l'Université de Princeton en tant que Visiting Professor en 2000. 
Il occupe diverses fonctions à l'Association Arabe de sociologie ainsi qu'au CODESRIA et Au FTM à Dakar, jusqu'à son départ en retraite en 2015.  
En tant que Directeur du Programme d'Études Avancées Nord/Sud, à Nantes, il participe à la création de l’Institut d’études avancées (IEA) de Nantes, avec Alain Supiot.  
Il anima une émission de Radio pour présenter le travail des invités de L'IEA.  
Ses principaux thèmes de recherche sont le travail, le développement, la sociologie des sciences; ses principaux lieux d’observation et d’analyse, l’Algérie, le Monde Arabe et l’Afrique 
Il a publié également des articles dans le quotidien algérien en langue française El Watan.

## Œuvres
- L'économie de l'Algérie ( pseudonyme T.Benhouria), Ed Maspero, collection "textes à l'appui", Paris, 1980.
- Monographie d’une expérience en Algérie: le complexe sidérurgique d’El Hadjar (Annaba). , 1984.
- Le Complexe sidérurgique d’El Hadjar: une expérience industrielle en Algérie. Éd. du CNRS, 1987. (ISBN 2-222-03855-3)
- Au fil de la crise[9]: 4 études sur l’Algérie & le monde arabe. Ed. Bouchene, 1989. Traduit en Arabe et en Anglais  sous le titre " An Algerian réflexion about the Arab crisis, Ed. Centre for Middle Eastern Studies, University of Texas, Austin, 1991.
- L’Algérie et la modernité. Édité par Conseil pour le développement de la recherche en sciences sociales en Afrique, Ed. Karthla-CODESRIA, 1989, traduit en Anglais par le même éditeur sous le titre "Algerian challenge of modernity, Dakar, 1992.
- Le Hasard et l'histoire, entretiens avec Belaid Abdessalam, en collaboration avec M.Bennoune, 2v, Ed. Enag, Alger, 1990[9].
- Gramsci dans le monde arabe, collectif, sous le direction de M.Brondido, Ed. Alif, Tunis, 1994 (ISBN 9973-22017-X)
- Workers in Third-world industrialisation, collectif, Brandell.I, Ed.Mac Millan Academic and Professional, St Martin's Press, NY, 1991, contribution avec Chikhi.S, "Les ouvriers algériens, entre identité professionnelle et communauté socio-culturelle".
- Lacoste.C. et Y., l'État du Maghreb, Ed. La découverte. Paris, 1991, contribution, "une crise structurelle, des palliatifs insuffisants".
- Collectif, La guerre du Golfe et le devenir des arabes, Ceres Éditeur, Tunis, 1992.
- Benguerna. M., "Une mémoire technologique pour demain : témoignages sur des expériences de formation dans la sidérurgie algérienne", Ed El hikma, Alger, 1992, contribution, préface.
- Bensalem L.,Ed "Maghreb et maîtrise technologique, enjeux et perspectives", centre d'études maghrébines, Tunis,1994, contribution, "la maîtrise technologique, un enjeu social total".
- Ellis.S, Ed., "l'Afrique maintenant ", Paris, Karthala 1995, contribution " les jeunes et la violence".
- Collectif, " les libertés intellectuelles en Afrique", Codesria, Dakar, 1996, contribution "De l'espérance su développement à la violence identitaire", traduit en Anglais "Tha state of Academic Freedom in Africa ".
- El Kenz A., "Le Maghreb, enlisement ou nouveau départ ?", L'Harmattan, Paris, 1996, contribution: le mouvement social et les forces politiques dans l'Algérie des années 90, Le Maghreb, d'un mythe à l'autre".
- Ben Makhlouf A., "La raison et la question des limites", Ed le Fennec, Casablanca, 1997, contribution, "La raison et la différence ou la chronologie de deux histoires".
- Waast R., "Les sciences au Sud", Orstom éditeur, Paris, 1997, contribution " Prométhée et Hermès".
- Gaillard J., Krishna V., Waast R., "Scientific communities in the developing world", Sage Publications, New Delhi/Thousand Oaks, London. Contribution : Sisyphus or the scientific communities of Algeria".
- Shinn T., "Science and technology in a developing world", Yearbook, 1995, Kluwer Academic publications, Dordrecht/Boston/London.
- El Kenz A., Frappart V., Garat J.N., Suaud C., " Villes et hospitalité, le cas nantais", Ed CNRS, Espaces géographiques et sociétés, 2004. m
- Amin S., El Kenz A., " Le monde arabe : enjeux sociaux, perspectives méditerranéennes", Ed. L'Harmattan, Paris, 2003. Ouvrage publié en Anglais sous le titre " Europe and the Arab World", Zed Books, London-New York, 2004.
- Gérard E., "Savoirs, insertions et globalisation vu du Maghreb", Ed. Publique, Paris, 2006, contribution: introduction à la deuxième partie, la valeur du savoir".
- Annales de l'Université d'Alger, N°4, 1989: "La sociologie en Algérie, discipline et orientations ", Revue des mondes musulmans et de la Méditerranée, N°68-69, "Algérie, les deux paradigmes", 1993.
- Revue du Tiers Monde, N°142, Juil-Sept, 1995, "Les ingénieurs et le pouvoir".
- Recherches internationales, N°48, Paris, Printemps 1997, "L'alternative démocratique dans le monde arabe". Republié dans un ouvrage collectif Meroue K., Ed Dar El Maaref éditeur, Beyrouth, 1998.
- Revista international de sociologia N°14, 1996," El cambio de paradigma en El Maghreb, p213-222. Publication du XIV Congrès mondial de sociologie. Volumes : Questions from Arab Societies " Une expérience collective : l'association arabe de sociologie. P31-46.
- Genèses, Septembre 1998, Entretiens avec Stephane Beaud: " La sociologie algérienne, expérience et institution".
- Bulletin du Codesria, N°3-4, 2005, "Le cercle de craie, Anthropos et Humanitas".
- Insaniyat, Revue du Crasc , Oran, N°27, 2005, Les SHS dans les pays arabes de la Méditerranée, p19-29.
- African Review of Books, N°1, 2004: Les chercheurs africains, une élite ? Retour sur l'enquête de Waast R. Et Gaillard J. : Les sciences en Afrique.
- Revue électronique : site UNESCO-Most: Conférence sur la gestion des transformations sociales dans la région des États arabes. Février 1996, " Les sciences sociales dans les Etas arabes".
- Revue électronique IRD : Les sciences sociales dans les pays arabes : cadre pour une recherche. Article traduit en Arabe et diffusé par la revue de l'association arabe de sociologie, IDAFAT, Beyrouth, 2004.
- Principaux articles publiés par le Centre d'études pour l'unité arabe de Beyrouth, bailleur de fonds de l'Association Arabe de Sociologie :
- L'État de la sociologie dans le monde arabe, Beyrouth, 1986.
- L'intelligentsia dans le monde arabe, Beyrouth,1989.
- Religion et Société, Beyrouth, 1991.
- Société civile et Démocratie dans le monde arabe, Beyrouth, 1993.
- L'image de l'autre, Beyrouth, 1998.
- Écrit d'exil, Casbah, 2009  (ISBN 978-9961-64-770-7)[10]